# メダル・インフレーション
メダル・インフレーション（Medal inflation）は、もっぱらアメリカ合衆国のメディアによって使われた用語で、軍隊における勲章や徽章等、すなわちメダルの種類や授与数が増えたことによって、個々の章の価値が低下したかのように認識されることを指す。少なくとも1979年にベトナム戦争に関する書籍で取り上げられて以来、議論の対象になってきた。いわゆる対テロ戦争、とりわけ2003年のイラク侵攻以降、アメリカ軍によるメダルの授与が増加したため、この用語は再び報道に現れるようになった。

## アメリカ合衆国の例

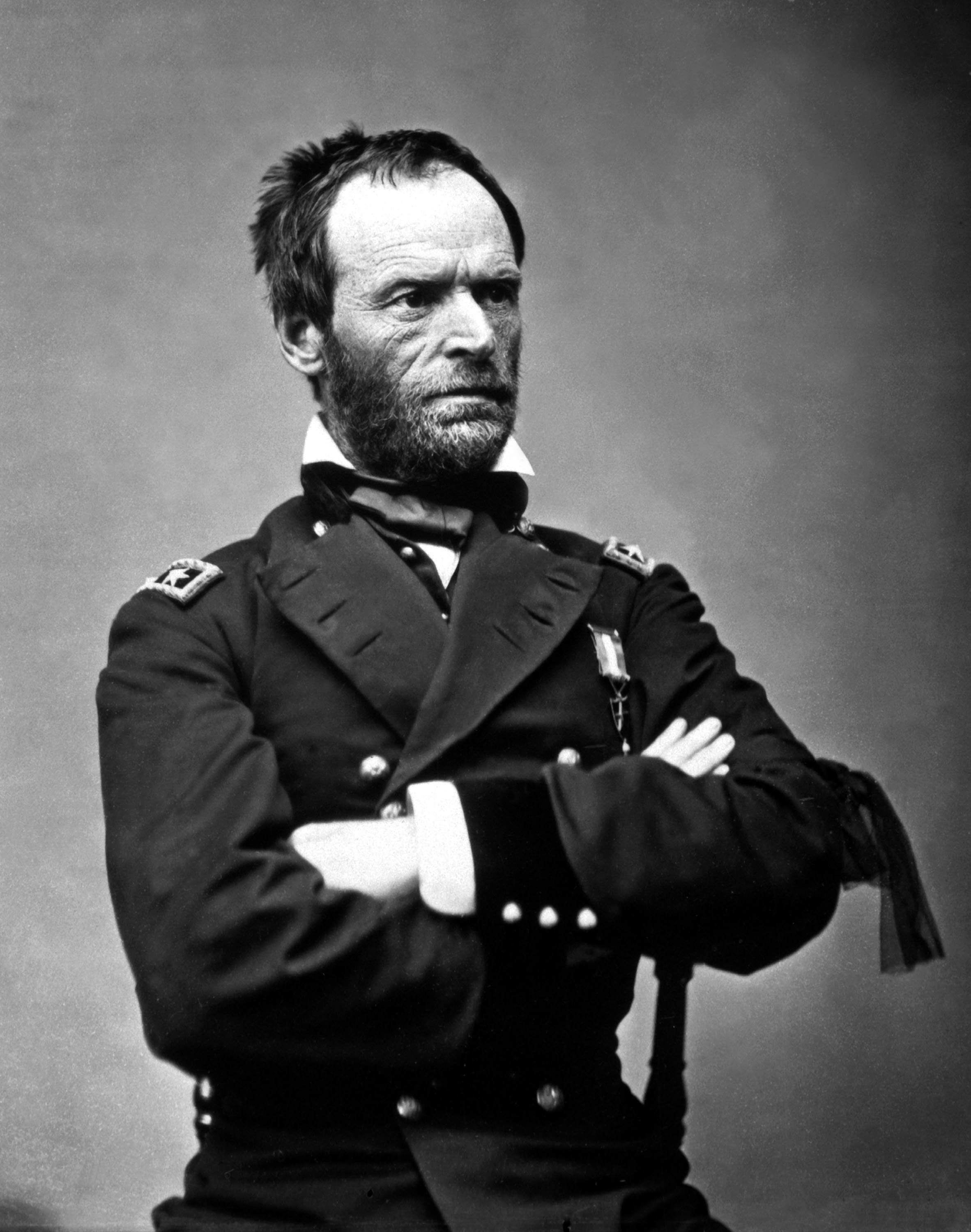
ウィリアム・シャーマン将軍（1865年）。メダルは1つのみ佩用している

メダル・インフレーションはアメリカの様々なメディアで議論されてきたが、2001年にはいわゆる対テロ戦争の勃発をきっかけとして注目されるようになり、メディアで取り上げられた。また、ポール・ロビンソン（Paul Robinson）による2006年の著書、マイケル・P・クラウザー（Michael P. Kreuzer）による2016年の著書でも取り上げられた。これ以前にはベトナム戦争の状況について論じた1979年の書籍『Crisis in Command』や、1996年にニューヨーク・タイムズに掲載された記事がある。しばしば問われるのは、メダルは依然として適切に授与されているのか、それともあまりにも多くが授与され、ひいては個々のメダルの価値が毀損されているのかということである。
歴史的に、アメリカ軍はメダルの申請および授与の判断を個々の部隊指揮官に大きく依存しており、授章のために求められる基準に大きなばらつきが生じていた。ベトナム戦争における名誉勲章受章者ジャック・H・ジェイコブス大佐は、2004年にメダル・インフレーションについて「陸空軍にとっての古くからの問題だ。授与は非常に低いレベルの権限において決定され、故に頻度が高くなる傾向がある。加えて、授与には常に政治的な動機あるいは要素がつきまとう。つまり、授与を行い、士気を高く保ち、銃後にポジティブな物語を届けるわけだ」（it's an age old problem with the Army and Air Force, too.  The authority to approve awards is at a very low level, and that has a tendency to increase their frequency.  Plus, there's always a political motive, or component, to giving out awards, to keep morale high and create a positive story for the home front）と述べた。

### 第二次世界大戦まで
アメリカ陸軍は、恐らくは建国の父たちが掲げた民主主義の原則を尊重し、元々はメダルに対して「慎ましい」態度を取っていた。南北戦争の指導者だったユリシーズ・グラントやウィリアム・シャーマンを始めとする将軍たちも、制服にメダルをほとんど佩用しなかった。名誉勲章が南北戦争中に制定されるまで、陸軍には戦場での勇敢を称えるメダルも存在しなかった。また、第一次世界大戦参戦後にいくつかの新たなメダルが制定されるまで、名誉勲章はこの種のメダルとしては唯一のものだった。メダルの授与数に関する論争は、少なくとも第二次世界大戦の頃には既に起こり始めていた。北アフリカにおける初期の作戦において、2人の将軍が前線を訪れ、60個のレジオン・オブ・メリットの授与を行った。このメダルは、本来は高級将校のみを対象としており、北アフリカで授与された60人のほとんどはこの要件を満たしていなかった。フランクリン・ルーズベルト大統領は2人の将軍の行いを支持しなかったが、授与自体には反対しなかった。第二次世界大戦では、個々の軍人に授与されるメダルの数が大幅に増加した。

### 20世紀後半

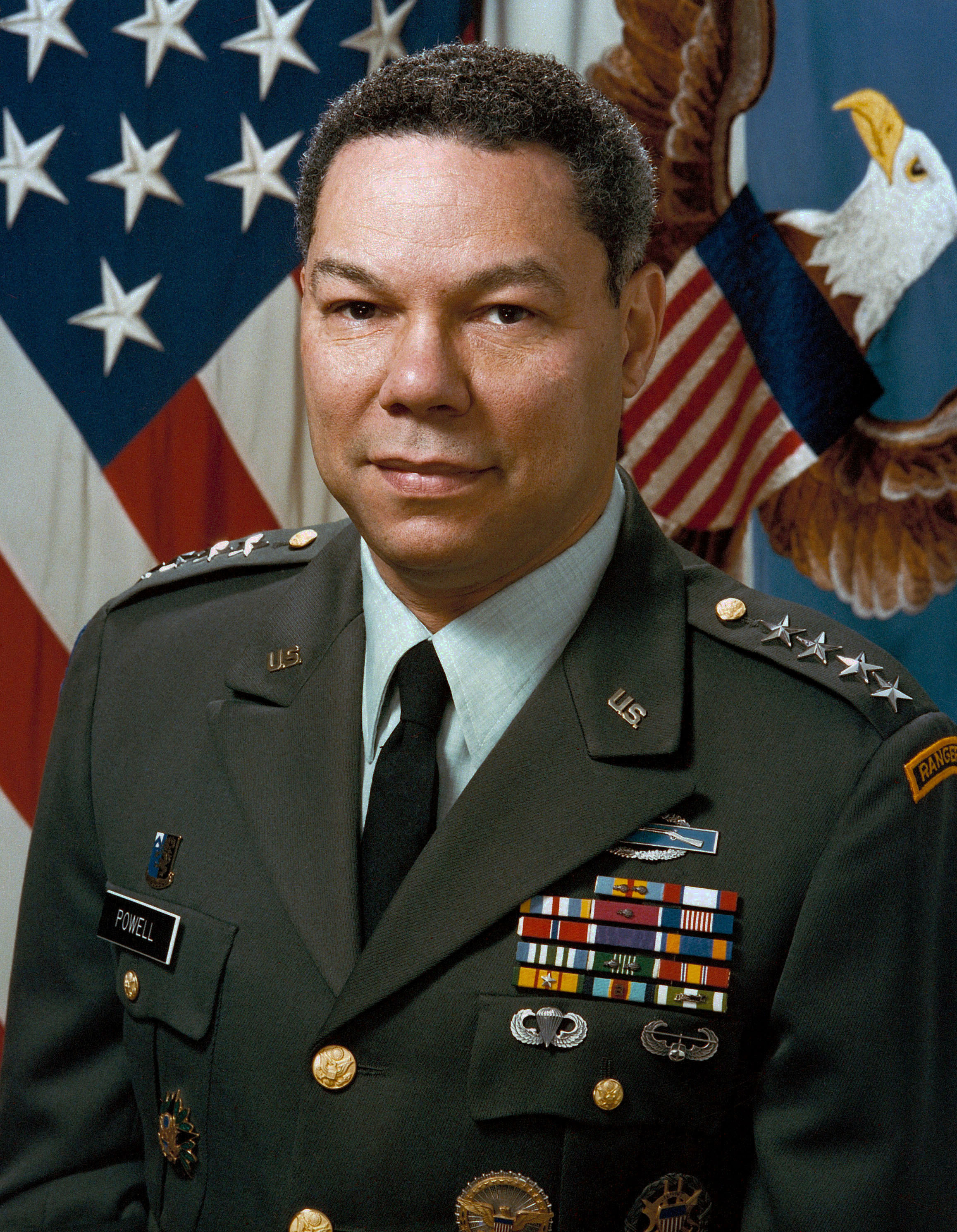
コリン・パウエル将軍。彼は自らも授章したレジオン・オブ・メリットについて、メダル・インフレーションの影響で価値が損なわれたと主張した

第二次世界大戦後、勤務状況に対して授与される勤務章（service awards）が多数制定され、アメリカ軍人が授与される可能性のあるメダルの種類が大幅に増加した。ベトナム戦争では、勇敢を称えるメダルが士気を向上させる手段として用いられるようになった。歴史家のリチャード・A・ガブリエルやポール・L・サベージ（Paul L. Savage）の主張によれば、単に将校がある階級ないし役職を務めたことに対して一連のメダルを授与される、いわゆる「メダルパッケージ」（Medal packages）の慣習が一般化していたといい、これがメダルの価値が毀損されたかのように認識されることに繋がった。コリン・パウエル将軍は、この慣習について後年次のように語った。

私が授与されたレジオン・オブ・メリットかね？これほどまでにメダルが無差別に授与された戦争でなければ、私にとって一層と意味深いものになったかもしれない。かつて師団のG3（作戦担当幕僚）だった頃、ある火力支援基地である大隊の指揮官交代式典に参加したのを覚えている。離任する大隊長は6ヶ月間の派遣を、シルバースター、つまり勇敢を称えるものとして我が国で3番目に高級なものだが、これを3つと、他のメダルの山を受け取って終えた。彼はうまく仕事を果たしたし、時に英雄的でもあった。部下からの人気もあった。それでも、彼の兵隊たちはそこに整列し、熱に浮かされたように語られる極めて典型的な仕事ぶりの説明に耳を傾けなければならなかった……離任する大隊長のためのパッケージ、つまりシルバースター、レジオン・オブ・メリット、そしてヘリコプターに乗った時間を記録するためだけのエア・メダルは、ほとんど標準支給品となっていた。

the Legion of Merit I received? It might have meant more to me in a war where medals were not awarded so indiscriminately.  I remember once, as division G-3, attending a battalion change-of-command ceremony at one firebase where the departing CO was awarded three Silver Stars, the nation's third highest award for valor, plus a clutch of other medals, after a tour lasting six months. He had performed ably, at times heroically.  He was popular with his men. Yet, his troops had to stand there and listen to an overheated description of a fairly typical performance ... The departing battalion commander's 'package', a Silver Star, a Legion of Merit and Air Medals just for logging helicopter time, became almost standard issue.
ベトナム戦争当時に所属する部隊でメダルの授与手続きを担当していたティム・オブライエンは、当時を次のように回想した。「我々はメダルを配っていた。例えばパープルハート章は、死んだ男にも爪で引っ掻いて擦り傷を負った男にも同じものを1つずつ。勇敢を称えるブロンズスターは、大抵はゴマすり上手な将校のものだった」（we dispensed awards – Purple Hearts, one and the same for a dead man or a man with a scraped fingernail; Bronze Stars for valor, mostly for officers who knew how to lobby.）
1968年には416,693個のメダルが授与されているが、全軍あわせての戦死者は14,592人であった。士気を高める道具としてばらまかれたメダルは、しばしばゴング（Gongs）という俗称で呼ばれ、佩用を拒否する軍人も少なくなかった。また、1970年には522,905個のメダルが授与されており、この数字は東南アジア方面で勤務するアメリカ軍人の総数の2倍を上回っていた。
濫造されたメダルの典型的な例とされるものの1つが、陸軍勤務リボンである。これは陸軍が1981年に制定したもので、基礎初等訓練を終えた際に授与される。ニューヨーク・タイムズでは、1988年にイラン航空655便を誤射・撃墜したUSSヴィンセンスの水兵らが戦闘章を授与された例、1989年のパナマ侵攻の際に日射病で死亡した空挺隊員にパープルハート章が授与された例について、過剰な授与としての議論の余地があるものと指摘した。1990年から1991年の湾岸戦争では、およそ350万人のアメリカ軍人が国防従軍章を授章したが、その多くはアメリカ国内に留まって勤務していた者だった。
1983年のグレナダ侵攻には陸軍将兵およそ7,000人が参加し、数日間の作戦を通して、抵抗は散発的なもので、戦死者は18人のみだった。しかし、陸軍では将兵の数を大幅に上回る8,663個（1984年時点でさらに500個程度が承認待ち）のメダルを授与した。授与された者の中には、グレナダに足を踏み入れることなく、国防総省やアメリカ国内で勤務していた者も少なくなかった。これもメダル・インフレーションの例として批判され、同じく数千人が作戦に参加していたが、わずか17個（200個程度が承認待ち）のメダルしか授与しなかった海軍および海兵隊と比較された。
1994年の調査によると、メダルの授与の頻度は軍種間でいくらかの差があった。この年、空軍は1,000人の軍人あたり287個、海軍は148個、海兵隊は70個のメダルを授与していた。当時、海兵隊は授与件数を増やし他の軍種に「追いつく」よう圧力をかけられていた。

### 対テロ戦争

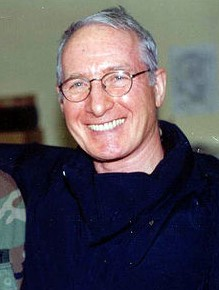
デイヴィッド・ハックワース退役大佐。対テロ戦争中のメダル・インフレーションを指摘し、批判した

2003年のイラク侵攻の際、授与されたメダルは兵士たちが晒された危険に釣り合っておらず、また勇敢を称えるためのメダルについて、下士官兵よりも将校のほうが受章しやすくなっていることが批判された。2003年のバグダード占領作戦に関連して授与された26個のシルバースターのうち、4個は大佐に、11個は大尉に、別の11個は下士官に与えられており、兵卒が受け取ったものはなかった。また、同作戦に関連して授与された104個のブロンズスター（Vデバイス付き）のうち、32個は将校に、72個がその他の階級（うち兵卒4人）に与えられており、274個のデバイスのないブロンズスターのうち、149個が将校に、133個が下士官に、3個のみが兵卒に与えられていた。パープルハート章は、負傷した場合に自動的に授与されるため、個々の兵士が経験する危険性をより反映していると考えられるが、授与された88個のうち、10個が将校、36個が下士官、42個が兵卒に授与されていた。
空軍は2003年の侵攻の際に授与したメダルの数について特に批判を受けた。空軍のメダルの授与数は69,000個で、一般的により危険な任務に従事している陸軍の授与数40,000個を大幅に上回っていた。ブロンズスターの授与数と戦死者の比率は、空軍は91:1、陸軍は27:1であった。一方、海兵隊が授与数を制限しメダル・インフレーションの抑制を試みたことを評価する人々もあり、海兵隊におけるブロンズスターの授与数と戦死者の比率は3:1だった。一部の批評家は、1人の軍人が勤務中に授与するメダルの数について、空軍では平均して海軍の2倍の授与が行われていると指摘した。
メダル・インフレーションの批判者として知られるデイヴィッド・ハックワース大佐は、バグダードにて16人の民間人を誤爆し殺害した飛行士に殊勲飛行十字章を授与したことを念頭に置いて、特に空軍に対し批判的な立場を取った。ハックワースは第二次世界大戦時の授与要件を引き合いに出し、「第二次世界大戦中に見ることができた殊勲飛行十字章は、その男が25回か30回、ハンブルクやベルリンのような危険な場所の上空でミッションに参加したことを意味した。そこではしばしば死亡率が50％に達した。今では、レーダーに映らない爆撃機を飛ばし、サダムを殺し損ね、代わりにレストランの民間人を殺した男にこのメダルが贈られる。これは侮辱だよ。」（in World War II, when I saw a Distinguished Flying Cross, that meant the guy had made 25 or 30 missions over dangerous places like Hamburg or Berlin.  Those places sometimes had 50 percent casualty rates.  Now, they give medals out to guys who fly bombers invisible to radar whose bombs miss Saddam and kill civilians in a restaurant.  It's an outrage.）と述べた。事実として、2003年の侵攻では明らかに大量の殊勲飛行十字章が授与されている。1927年の制定から2002年までの75年間の総受章者は3,000人ほど（1年あたり平均40人程度）だが、2002年3月から2004年3月までの2年間にはこの割合を大きく上回る463人（1年あたり231.5人）への授与が承認されている。

### 批判に対する反論
一方、メダル・インフレーション批判の反動であまりにもメダルの授与が少なくなったことを、「英雄多すぎ」症候群（"too many heroes" syndrome）と呼ぶことがある。2009年までに軍人100,000人あたりの名誉勲章の授与数は0.1個となり、朝鮮戦争（2.3）や第二次世界大戦（2.9）を下回った。技術的な発展を背景に敵と対面した状態での交戦が減少したことや、武装勢力が標準的な歩兵戦から即席爆弾（IED）や迫撃砲、狙撃銃を用いたゲリラ的な攻撃に戦術を転換し、従来型の交戦が減少したことなどに加え、「英雄多すぎ」症候群とそれを背景に厳格化/複雑化した授与のプロセスもその理由として挙げられる。これらの批判を受け、バラク・オバマ大統領はイラクおよびアフガニスタンに従軍した軍人12人に名誉勲章を授与したほか、過去に「偏見のために誤って授与が行われなかった」とされた24人の退役軍人（ラテン系、ユダヤ系、アフリカ系など）に対し、改めて名誉勲章を授与した。
また、チャック・ヘーゲル国防長官はイラクおよびアフガニスタンでの戦訓を踏まえたメダル制度の見直しを行い、これにより「軍人が彼らの奉仕、行動、犠牲に対する適切な褒章を確実に受け取れるようにする」ものとした。また、イラクおよびアフガニスタンでの戦争における最初の7人の名誉勲章受章者はいずれも死後追贈されており、あたかも戦死者のみが受け取れるメダルであるかのような印象を与えたとして、授与の要件となる「生命の危険」に明確な基準を設けた。その後の10人は生きたまま名誉勲章を受け取っている。ただし、ヘーゲルの後任のアシュトン・カーター国防長官は、イラクおよびアフガニスタンでの従軍者に対し、殊勲十字章、海軍十字章、空軍十字章、シルバースターの授与を検討するように指示しており、名誉勲章の授与を慎重に行わせようとした。
現代のアメリカ軍人にとって、メダルはかつてのように類まれな勇敢や戦功のみを示すに留まらず、自らの軍歴における様々な実績を広く含んだ「履歴書」のようなものであると考える立場もある。あるいは、軍組織では業績に対し民間企業のように昇給や昇進といった形の報酬を提供することが制度上できないので、メダルがこれに変わるものとして存在しており、こうした場合に授与されるありふれた業績のためのメダルと、勇敢を称えるための比較的少数のメダルとの間には、依然として明確な違いがあるとする考え方もある。